# ریزاب (بیرجند)
ریزاب یک منطقهٔ مسکونی در ایران است که در دهستان باقران واقع شده‌است. براساس سرشماری مرکز آمار ایران در سال ۱۳۹۵، ریزاب ۱۱۱ نفر جمعیت دارد.